# Сен-Жан-де-Ливерсе
Сен-Жан-де-Ливерсе́ (фр. Saint-Jean-de-Liversay) — коммуна во Франции, находится в регионе Пуату — Шаранта. Департамент коммуны — Шаранта Приморская. Входит в состав кантона Курсон. Округ коммуны — Ла-Рошель.
Код INSEE коммуны — 17349.

## Население
Население коммуны на 2010 год составляло 2422 человека.
| 1962 | 1968 | 1975 | 1982 | 1990 | 1999 | 2010 |
| ---- | ---- | ---- | ---- | ---- | ---- | ---- |
| 1377 | 1300 | 1424 | 1508 | 1627 | 1695 | 2422 |